# اوود
اوود (به فرانسوی: Audes) یک کمون در فرانسه است که در canton of Hérisson واقع شده‌است. اوود ۲۸٫۲۶ کیلومتر مربع مساحت دارد ۲۲۲ متر بالاتر از سطح دریا واقع شده‌است.